# Gradefes (ort)
Gradefes är en ort i Spanien.   Den ligger i provinsen Provincia de León och regionen Kastilien och Leon, i den norra delen av landet, 270 km nordväst om huvudstaden Madrid. Gradefes ligger 854 meter över havet och antalet invånare är 1 175.
Terrängen runt Gradefes är huvudsakligen platt, men åt nordost är den kuperad. Gradefes ligger nere i en dal. Runt Gradefes är det mycket glesbefolkat, med 7 invånare per kvadratkilometer. Närmaste större samhälle är Valdepolo, 5,2 km söder om Gradefes. Trakten runt Gradefes består till största delen av jordbruksmark.